# Narxoz-Universität
Die Narxoz-Universität (kasachisch Нархоз университеті Narhoz universitetı, russisch Университет Нархоз Uniwersitet Narchos) ist eine private Wirtschaftsuniversität in der kasachischen Großstadt Almaty.

## Geschichte
Die Gründung der Universität geht zurück auf einen Beschluss der sowjetischen Regierung vom 9. Mai 1963. Entsprechend wurde am 20. August 1963 das Institut für Volkswirtschaft Alma-Ata (Алма-Атинский институт народного хозяйства) gegründet, das zunächst nur über ein zweistöckiges Lehrgebäude und ein kleines Studentenwohnheim verfügte. In den folgenden Jahren wurde die Einrichtung vergrößert und um zwei weitere Lehrgebäude und zwei Wohnheime erweitert.
Im Jahr 1973 betrug die Zahl der Lehrer bereits mehr als 330. Im selben Jahr wurde außerdem ein Komplex von Studentenwohnheimen eröffnet. Das Institut eröffnete zudem Filialen in Astana, Aqtöbe und Schymkent. In den Jahren 1981 bis 1982 studierten rund 10.205 Studenten am Almaty Institut für Volkswirtschaft, es waren 540 Lehrkräfte beschäftigt (darunter 16 Professoren und Doktoren und 218 Dozenten und Doktoranden).
Nach der Unabhängigkeit Kasachstans von der Sowjetunion wurde das Institut 1991 in den Status einer Universität erhoben und zugleich umbenannt in Kasachische Staatliche Wirtschaftsuniversität (Казахский государственный экономический университет). Am 25. Februar 1993 bekam die Universität durch ein Dekret des kasachischen Präsidenten Nursultan Nasarbajew erneut einen neuen Namen. Seitdem hieß sie Kasachische Staatliche Akademie für Management (Казахскую государственную академию управления).
Am 23. Mai 2000 entschloss sich die kasachische Regierung die Akademie zu Ehren des ehemaligen Vorsitzenden der Autonomen Sozialistischen Sowjetrepublik Turkestan, Turar Rysqulow, in Kasachische Staatliche Rysqulow-Wirtschaftsuniversität (Казахский экономический университет имени Т. Рыскулова) umzubenennen.
Seit 2016 trägt die Universität den Namen Narxoz-Universität.

## Fakultäten
Die heutige Universität gliedert sich in folgende Bereiche:
- Fakultät für Grundausbildung
- Schule für Wirtschaft und Management
- Schule für Recht und öffentliche Verwaltung
- Fakultät für internationale Bildungsprogramme
- Schule für Finanzen und Technologie